# Ashland (Wisconsin)
Ashland ist eine Stadt (mit dem Status „City“) und Verwaltungssitz des Ashland County im US-amerikanischen Bundesstaat Wisconsin. Zu einem kleinen Teil erstreckt sich das Stadtgebiet bis in das Bayfield County. Das U.S. Census Bureau ermittelte bei der Volkszählung 2020 eine Einwohnerzahl von 7908.

## Geografie
Ashland liegt auf 46°35' nördlicher Breite und 90°52' westlicher Länge und erstreckt sich über 35,4 km² auf einer Höhe von 213 Meter über dem Meeresspiegel. Die Stadt liegt am Lake Superior in der Chequamegonbucht.
Durch das Stadtgebiet führt in Ost-West-Richtung der U.S. Highway 2 sowie die Wisconsin Highways 13, 112 und 137.
Der John F. Kennedy Memorial Airport liegt im fünf Kilometer südlich der Stadt.
Die Stadt war an das Schienennetz der Chicago and North Western Railway angebunden, der Zugverkehr wird von Canadian National angeboten.
Die nächstgelegenen größeren Städte sind Duluth (ca. 110 km westlich), Wausau (ca. 250 km südöstlich), das kanadische Thunder Bay (ca. 260 km Luftlinie nördlich am anderen Ufer des Lake Superior) und die Twin Cities (Minneapolis und Saint Paul) in Minnesota (ca. 300 km südwestlich). Ashland liegt ca. 450 km nördlich von Madison, der Hauptstadt des Bundesstaates.

## Klima
In Ashland gibt es vier ausgeprägte Jahreszeiten mit besonders kaltem Winter. Wegen der Uferlage am Lake Superior tritt in der Stadt der so genannte Lake effect snow mit Schneehöhen von 3–6 Meter auf.

## Geschichte
Um das Jahr 1500 besiedelten die Ojibwe die Gegend und nannte sie „Sha-ga-waun-il-ong“. Dieser Ausdruck wird verschieden übersetzt: Tiefebene, Gebiet des Flachwassers und wo die besonders große Brandung ist. Jede dieser Übersetzungen ist zutreffend und geeignet. Die Ojibwe blieben etwa 100 Jahre in der Chequamegonbucht.
Die französischen Pelzhändler Pierre d’Esprit, le Sieur Radisson und Medard Chouart, le Sieur des Groseillers waren 1659 die ersten Europäer in der Chequamegonbucht. Die Ojibwe waren ihnen gastfreundlich gesinnt. Die Wohnstätten der Franzosen werden heute gemeinhin als die ersten europäischen Behausungen in Wisconsin bezeichnet.
Die Region hat eine bewegte Geschichte mit zehn verschiedenen Indianerstämmen, drei verschiedenen Kolonialmächten und der aufeinanderfolgenden Zugehörigkeit zum Northwest Territory, dem Indiana Territory, Michigan Territory, Illinois Territory und Wisconsin Territory.

## Bevölkerung
Nach der Volkszählung im Jahr 2010 lebten in Ashland 8216 Menschen in 3516 Haushalten. Die Bevölkerungsdichte betrug 236,8 Einwohner pro Quadratkilometer. In den 3516 Haushalten lebten statistisch je 2,17 Personen.
Ethnisch betrachtet setzte sich die Bevölkerung zusammen aus 87,0 Prozent Weißen, 0,5 Prozent Afroamerikanern, 7,5 Prozent amerikanischen Ureinwohnern, 0,5 Prozent Asiaten sowie 0,5 Prozent aus anderen ethnischen Gruppen; 4,0 Prozent stammten von zwei oder mehr Ethnien ab. Unabhängig von der ethnischen Zugehörigkeit waren 2,1 Prozent der Bevölkerung spanischer oder lateinamerikanischer Abstammung.
21,0 Prozent der Bevölkerung waren unter 18 Jahre alt, 62,7 Prozent waren zwischen 18 und 64 und 16,3 Prozent waren 65 Jahre oder älter. 51,8 Prozent der Bevölkerung war weiblich.
Das mittlere jährliche Einkommen eines Haushalts lag bei 36.768 USD. Das Pro-Kopf-Einkommen betrug 21.415 USD. 17,8 Prozent der Einwohner lebten unterhalb der Armutsgrenze.

## Persönlichkeiten

### Söhne und Töchter der Stadt
- John Szarkowski (1925–2007), Fotografie-Kunsthistoriker, Kunstkritiker, Kurator und Fotograf
- Garrett Peltonen (* 1981), Radrennfahrer

### Personen die mit der Stadt in Verbindung gebracht werden
- William D. Leahy (1875–1959), Flottenadmiral der U.S. Navy, erster Fünf-Sterne-General, Gouverneur von Puerto Rico

## Einzelnachweise

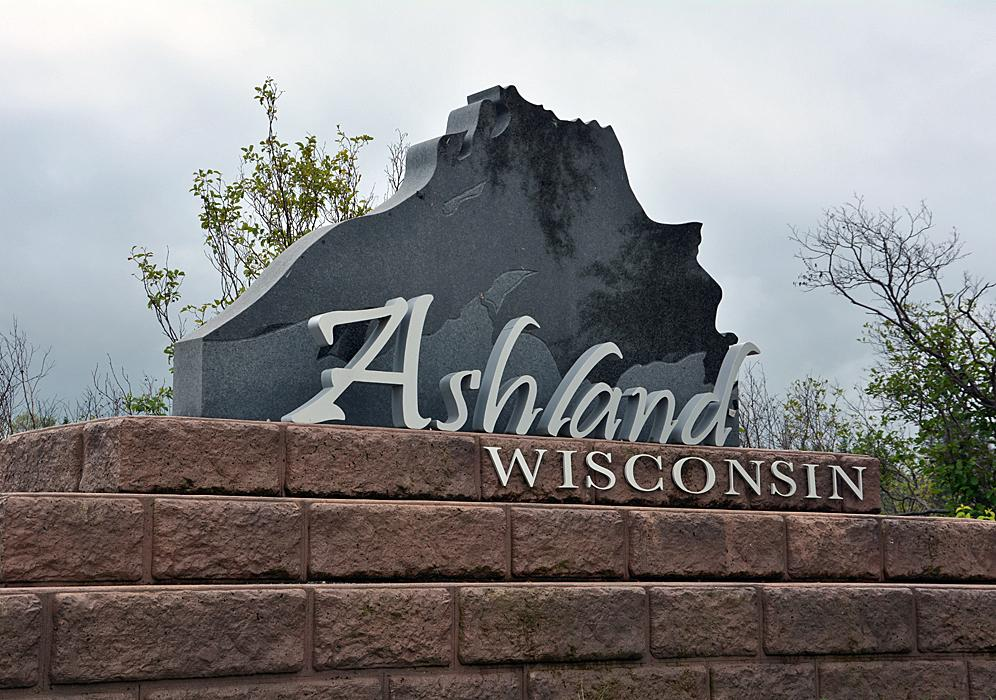
Ashland, Wisconsin